# Sallapadan
Sallapadan est une municipalité située dans la province d'Abra, aux Philippines.